# Night at the Museum
Night at the Museum is een Amerikaanse komedie uit 2006. De film is gebaseerd op het kinderboek The Night at the Museum uit 1993 van Milan Trenc.
De film ging op 22 december 2006 in première en is geschreven door Ben Garant en Thomas Lennon. Dit zijn dezelfde schrijvers als van Comedy Centrals Reno 911! en MTV's The State. De film werd geregisseerd door Shawn Levy.

## Verhaal
Larry Daley (gespeeld door Ben Stiller) is een mislukkeling. Geen baantje houdt hij langer dan een week vol, zijn vrouw heeft hem verlaten voor een onvriendelijke beursdirecteur en zijn zoontje Nick heeft geen vertrouwen in hem. Wanneer hij ook nog dreigt zijn huis kwijt te raken, besluit hij te solliciteren op een baantje als nachtwaker bij het Natuurhistorisch museum. Drie oudere nachtwakers, Cecil, Gus, en Reginald, werken hem in.
Het lijkt hem een makkelijk baantje, tot hij erachter komt dat een eeuwenoude vloek de "inwoners" van het museum iedere nacht tot leven wekt, wat wilde taferelen oplevert, waaronder de volgende:
- Miniatuurcowboys, Romeinse soldaten en Maya's voeren gevechten tegen elkaar.
- Attila de Hun wil Larry met plezier van zijn ledematen ontdoen.
- Poppen van deelnemers aan de Amerikaanse Burgeroorlog voeren de strijd opnieuw.
- Een kapucijnaapje genaamd Dexter steelt de sleutels van Larry.
- In hun zoektocht naar vuur branden de Neanderthalers alles af wat op hun pad komt.
- Het skelet van een Tyrannosaurus Rex is dol op apporteren met zijn eigen botten.

Na één nacht van chaos wil Larry zijn baan alweer opgeven, maar een wassen beeld van Theodore Roosevelt helpt hem beseffen dat het zijn plicht is om het museum te beschermen en er voor te zorgen dat er niets in of uit gaat. Roosevelt verklaart tevens dat de aanwezigheid van een oud Egyptisch kleitablet de reden is dat alles tot leven is gekomen, en dat alle museumstukken tot stof zullen vergaan als ze niet voor zonsopkomst binnen zijn.
Larry bestudeert de geschiedenis van de figuren in het museum en bereidt zichzelf voor op de volgende nacht. Maar niet goed genoeg: een van de Neanderthalers ontsnapt en verandert bij zonsopkomst inderdaad in stof. Ondertussen hangen de rest van de Neanderthalers onder het schuim van het brandblusser, terwijl het beeld van Paaseiland vol hangt met kauwgom. Dit kost Larry bijna zijn baan.
Om zijn zoon te verrassen neemt Larry hem mee naar het museum. Maar die nacht komt vreemd genoeg niets tot leven. Larry beseft dat Cecil, Gus en Reginald het steentablet hebben gestolen. Nick steelt het tablet terug en draait het middelste stuk ervan terug op zijn plaats waarop de museumbewoners weer tot leven komen. Cecil sluit Larry op in de Egyptische ruimte, waar hij wordt aangevallen door enorme Anubisbeelden. Larry opent de sarcofaag en laat de mummie Ahkmenrah los die de beelden beveelt te stoppen. Met Ahkmenrahs hulp wordt Larry vrienden met Atilla de Hun en herstelt de orde. Hij overtuigt de museumbewoners dat ze allemaal samen moeten werken om het museum te redden, want zonder het stenen tablet kunnen zij nooit meer tot leven komen. Samen weten ze het tablet terug te veroveren.
De volgende dag wordt Larry ontslagen ondanks zijn pogingen het museum op te ruimen. Hij wordt echter net zo snel weer aangenomen wanneer de enorme media-aandacht omtrent de gebeurtenissen van afgelopen nacht ervoor zorgt dat het museum honderden bezoekers trekt. De volgende avond en nacht houden alle museumbewoners en Larry een feestje in plaats van een vechtpartij.

## Rolverdeling
| Acteur               | Personage                 | Opmerkingen |
| -------------------- | ------------------------- | ----------- |
| Ben Stiller          | Lawrence "Larry" Daley    |             |
| Jake Cherry          | Nicholas "Nick" Daley     |             |
| Robin Williams       | Theodore Roosevelt        |             |
| Carla Gugino         | Rebecca                   |             |
| Dick Van Dyke        | Cecil                     |             |
| Mickey Rooney        | Gus                       |             |
| Bill Cobbs           | Reginald                  |             |
| Owen Wilson          | Jedediah                  |             |
| Steve Coogan         | Octavius                  |             |
| Ricky Gervais        | Dr. McPhee                |             |
| Rami Malek           | Ahkmenrah                 |             |
| Charlie Murphy       | Taxichauffeur             |             |
| Kim Raver            | Erica Daley               |             |
| Patrick Gallagher    | Attila de Hun             |             |
| Pierfrancesco Favino | Christoffel Columbus      |             |
| Mizuo Peck           | Sacagawea                 |             |
| Martin Christopher   | Meriwether Lewis          |             |
| Martin Sims          | William Clark             |             |
| Kerry van der Griend | Neanderthaler             |             |
| Dan Rizzuto          | Neanderthaler             |             |
| Matthew Harrison     | Neanderthaler             |             |
| Jody Racicot         | Neanderthaler             |             |
| Randy Lee            | Hun                       |             |
| Darryl Quon          | Hun                       |             |
| Gerald Wong          | Hun                       |             |
| Paul Chih-Ping       | Hun                       |             |
| Jason Vaisvila       | Viking                    |             |
| Cade Wagar           | Viking                    |             |
| Cory Martin          | Chinese terracottasoldaat |             |
| Brad Garrett         | Moai                      | Stem        |
| Paul Rudd            | Don                       |             |
| Anne Meara           | Debbie                    |             |

## Achtergrond

### Productie
Het gebouw dat gebruikt wordt in de film is gebaseerd op het American Museum of Natural History in Manhattan. Het werd nagebouwd in een studio in Vancouver, Canada. Voor scènes met de buitenkant van het museum werd wel gebruikgemaakt van het originele gebouw.
Trainers zijn weken bezig geweest met het trainen van de aap Crystal (Dexter in de film), om Ben Stiller (Larry) te bijten en te slaan.

### Ontvangst
Night at the Museum was tijdens het openingsweekend de best bezochte film, met een opbrengst van $ 30,8 miljoen in 3685 theaters. Gedurende het kerstweekend bracht de film $ 42,2 miljoen op. De film werd ook uitgebracht in IMAX-formaat. Deze uitvoering werd vaak in musea getoond.
In het tweede weekeinde ging de film naar nog eens 38 bioscopen en leverde $ 37,8 miljoen op. Op 19 februari 2007 had de film 471.430.637 dollar opgebracht, waarvan 238.333.000 in de Verenigde Staten en 233.097.637 daarbuiten.
Hoewel het publiek de film blijkbaar goed vond, waren de kritieken nogal mager. Op Rotten Tomatoes scoorde de film slechts 44%.

## Trivia
- In de Verenigde Staten werd de film rond kerst 2006 uitgebracht. Museummedewerkers van het American Museum of Natural History vertelden dat de film er voor had gezorgd dat tijdens de kerstdagen het aantal bezoekers van het museum met ongeveer 20% was toegenomen. Er waren 50.000 bezoekers meer dan dezelfde periode in het jaar daarvoor.[6]
- Het personage Debbie wordt gespeeld door Anne Meara. Zij is de moeder van de hoofdrolspeler Ben Stiller.